# Gegengift (Album)
Gegengift ist das siebte Studioalbum von Frei.Wild, der Deutschrock-Band aus Brixen in der italienischen Provinz Bozen–Südtirol. Es erschien am 15. Oktober 2010 über das 2009 gegründete Label Rookies & Kings.

## Musikstil und Inhalt
Die Lieder des Albums sind überwiegend sehr rockig gehalten, lediglich die Titel Die Zeit vergeht, Wahre Werte und Nicht dein Tag sind ruhigere Balladen.
Inhaltlich findet man u. a. Songs über alltägliche Erfahrungen. Mehr als Tausend Worte handelt beispielsweise von einer zerbrechenden Beziehung, während Die Gedanken sie sind frei dazu aufruft, seine Träume zu leben. Bei Allein nach vorne preist sich die Band selbst in einer ähnlichen Art und Weise, wie es die Böhsen Onkelz häufig auf ihren Alben taten. Im Lied Wahre Werte wird dagegen nach der Ansicht von Kritikern „patriotisches bzw. sogar nationalistisches Gedankengut“ verbreitet.

## Covergestaltung
Das Albumcover ist in schwarzen, weißen und roten Farbtönen gehalten. Es zeigt ein symmetrisches Logo, in dem Gitarren, Mikrophone, Schlagzeugstöcke und Schlangen enthalten sind. Über dem Bild steht der typische Frei.Wild-Schriftzug und darunter der Titel Gegengift.

## Titelliste
| #  | Titel                            | Länge |
| -- | -------------------------------- | ----- |
| 1  | Hoch hinaus                      | 3:00  |
| 2  | Unser Wille unser Weg            | 3:48  |
| 3  | Altes neues Leben                | 4:13  |
| 4  | Die Zeit vergeht                 | 4:07  |
| 5  | Weil du mich nur verarscht hast  | 3:25  |
| 6  | Mehr als Tausend Worte           | 3:28  |
| 7  | Allein nach vorne                | 3:41  |
| 8  | Die Gedanken sie sind frei       | 4:00  |
| 9  | Wahre Werte                      | 4:37  |
| 10 | Zu hoch am Himmel                | 3:23  |
| 11 | Schenkt uns Dummheit kein Niveau | 3:33  |
| 12 | Auf einen Neuanfang              | 3:09  |
| 13 | Die Hölle schenkte uns das Licht | 3:13  |
| 14 | Nicht dein Tag                   | 4:36  |
| 15 | Die Welt brennt (*)              | 3:38  |
| 16 | Ich bin bereit (*)               | 3:17  |
| 17 | Immer nur nach vorne (*)         | 3:44  |

(*) Titel 15–17 sind nur auf der Download-Version enthalten.

## Chartplatzierungen und Singles
Das Album stieg in der 44. Kalenderwoche des Jahres 2010 auf Platz 2 in die deutschen Charts ein und belegte in den folgenden Wochen die Positionen 16; 23 und 29. Insgesamt hielt sich Gegengift 29 Wochen (inklusive Jubiläums-Edition) in den Top 100. Auch in Österreich (#15, 5 Wochen) und der Schweiz (#66, 1 Woche) gelang der Band zum ersten Mal der Einstieg in die Charts.
Als Single wurde vorab der Song Allein nach vorne veröffentlicht. Er konnte für eine Woche auf Platz 66 in die deutschen Charts einsteigen. Außerdem wurden Videos zu den Liedern Nicht dein Tag, Wahre Werte und Weil du mich nur verarscht hast gedreht.

## Verkaufszahlen und Auszeichnungen
Im Juni 2018 wurde Gegengift mit einer Platin-Schallplatte für über 200.000 verkaufte Exemplare in Deutschland sowie mit Gold in Österreich für mehr als 7.500 Verkäufe ausgezeichnet.

## Rezeption
| Professionelle Bewertungen | Professionelle Bewertungen |
| Kritiken                   | Kritiken                   |
| Quelle                     | Bewertung                  |
| -------------------------- | -------------------------- |
| laut.de                    | [ 5 ]                      |
| Metal Hammer               | [ 6 ]                      |
| metalnews.de               | [ 7 ]                      |
| pressure-magazine.de       | [ 8 ]                      |
| allmusic                   | [ 9 ]                      |

Gegengift erhielt durchschnittliche bis positive Kritiken.
Das Online-Magazin laut.de gab dem Album drei von möglichen fünf Punkten. Man bescheinigte Gegengift starke Ähnlichkeit zu den Veröffentlichungen der Böhsen Onkelz:

„Es hat wirklich den Anschein, als könnten Frei.Wild den Platz der Onkelz in jeder Beziehung ausfüllen. Musikalisch ist man eh schon immer dicht dran gewesen, und auch die Texte von Sänger und Gitarrist Fips sprechen eine ähnliche Sprache. […] Insgesamt ist ‚Gegengift‘ ein gutes Album mit jeder Menge Party- und Mitsing-Potential geworden. Wer die Band bisher gehasst hat, wird es weiterhin tun – wer sie mochte, wird an der Scheibe auf jeden Fall seine Freude haben.“

Der Metal Hammer gab dem Album fünf von möglichen sieben Punkten. Es wird ebenfalls die Nähe zu den Onkelz hervorgehoben:

„Auch wenn es niemals eine wirkliche Nachfolge-Band der Böhsen Onkelz geben wird, die einzigen, die es ansatzweise in die Nähe schaffen können (ohne es zu wollen), sind die Südtiroler Frei.Wild. […] Irgendwie ist zwar alles beim Alten geblieben, aber eben doch nicht so ganz. Das hängt sicher auch damit zusammen, dass das aktuelle Material im Gegensatz zu dem des Vorgängers komplett neu komponiert wurde. Als wohl wichtigster Pluspunkt erweist sich jedoch, dass Frei.Wild ein Album für ihre Fans komponiert haben. Wer das bisherige Schaffen der Band mochte, wird auch Gegengift umarmen. Fazit: Alles richtig gemacht.“

## 10 Jahre Jubiläumsedition
Am 20. Mai 2011 erschien eine neue Version des Albums zum zehnjährigen Bandbestehen mit dem Namen Gegengift (10 Jahre Jubiläumsedition).
Diese Jubiläumsversion bietet eine Doku-DVD mit Film-Material von 100 Minuten.

### Inhalt
Neben den Stücken von Gegengift sind auf der Jubiläumsedition mehrere zuvor veröffentlichte Bonussongs, eine Neuaufnahme des Lieds Schlauer als der Rest, das bisher nur auf der CD F.E.K.9 – Die Deutschrock Monster veröffentlicht wurde, sowie fünf neue Songs enthalten. Des Weiteren beinhaltet sie eine DVD mit einer Frei.Wild-Dokumentation, Interviews und Konzertmitschnitten.

### Covergestaltung (10)
Die Jubiläumsausgabe des Albums besitzt das gleiche Motiv wie die Standard-Edition, ist jedoch andersfarbig gestaltet. Hier sind die Farben des zentralen Logos in schwarz-weiß gehalten sowie Braun- und Grautöne im Hintergrund.

### Titelliste (10)
CD1:
| #  | Titel                               | Länge |
| -- | ----------------------------------- | ----- |
| 1  | Hoch hinaus                         | 3:00  |
| 2  | Ich bin bereit                      | 3:17  |
| 3  | Mehr als 1000 Worte                 | 3:28  |
| 4  | Der Horizont weist uns die Richtung | 4:44  |
| 5  | Unser Wille, unser Weg              | 3:48  |
| 6  | Die Welt brennt                     | 3:38  |
| 7  | Schenkt uns Dummheit, kein Niveau   | 3:33  |
| 8  | Wünsche, Sehnsucht und Wille        | 3:22  |
| 9  | Wahre Werte                         | 4:37  |
| 10 | Die Gedanken sie sind frei          | 4:00  |
| 11 | Zu hoch am Himmel                   | 3:23  |
| 12 | Nehmen und nichts geben             | 4:19  |
| 13 | Schlauer als der Rest               | 3:04  |

CD2:
| #  | Titel                                    | Länge |
| -- | ---------------------------------------- | ----- |
| 1  | Gegengift Intro                          | 2:06  |
| 2  | Wir sagen Danke für all die ganzen Jahre | 4:03  |
| 3  | Allein nach vorne                        | 3:41  |
| 4  | Die Hölle schenkte uns das Licht         | 3:13  |
| 5  | Tritt dir selber in den Arsch            | 3:19  |
| 6  | Auf einen Neuanfang                      | 3:09  |
| 7  | Des Schicksals Schmied                   | 4:38  |
| 8  | Die Zeit vergeht                         | 4:07  |
| 9  | Immer nur nach vorne                     | 3:44  |
| 10 | Nicht dein Tag                           | 4:36  |
| 11 | Altes, neues Leben                       | 4:13  |
| 12 | Bilder und Narben, meine Memoiren        | 4:04  |
| 13 | Weil du mich nur verarscht hast          | 3:25  |

### Chartplatzierungen und Singles (10)
Nach Veröffentlichung der Jubiläums-Edition gelang Gegengift (die Verkäufe beider Versionen wurden zusammen gewertet) Anfang Juni 2011 für 16 Wochen der Wiedereinstieg in die deutschen Top 100, wobei es auf Platz 4 einstieg.
Im Vorfeld des Albums wurde am 6. Mai 2011 als Single eine Neuaufnahme des Titels Weil du mich nur verarscht hast, inklusive eines dazugehörigen Musikvideos, veröffentlicht. Der Song konnte sich für eine Woche auf Platz 87 in den deutschen Charts platzieren.